# Llista del Patrimoni de la Humanitat a Letònia
El Centre històric de Riga és l'únic lloc de Letònia declarat Patrimoni de la Humanitat per la Unesco actualment. A més a més, per territori letó també discorre l'Arc geodèsic de Struve compartit amb Noruega, Suècia, Finlàndia, Rússia, Estònia, Lituània, Belarús, Ucraïna i Moldàvia.

## Letònia
| Tipus       | Any  | Nom                     | Localització | Imatge |
| ----------- | ---- | ----------------------- | ------------ | ------ |
| Bé cultural | 1997 | Centre històric de Riga | Riga         |        |

## Arc geodèsic de Struve
Vegeu: Arc geodèsic de Struve

## Llista indicativa de la UNESCO
| Tipus       | Ant  | Nom                                                       | Localització                       | Imatge |
| ----------- | ---- | --------------------------------------------------------- | ---------------------------------- | ------ |
| Bé cultural | 2011 | Monuments i llocs vikings: Complex arqueològic de Grobiņa | Municipi de Grobiņa                |        |
| Bé cultural | 2011 | Ciutat vella de Kuldīga a la vall primitiva del riu Venta | Municipi de Kuldīga                |        |
| Bé mixt     | 2011 | Meandres del riu Daugava                                  | Municipis de Daugavpils i Krāslava |        |